# باد كيسينغن
باد كيسينغن (بالألمانية: Bad Kissingen) هي place with town rights and privileges، Grosse Kreisstadt وبلدة ألمانية تقع في ألمانيا في باد كيسينغن. يقدر عدد سكانها بـ 21,703 نسمة .

## المدن التوأمة
مدن Vernon وآيزنشتات وماسا وSiófok هي مدن توأمة لـباد كيسينغن.

## معرض صور

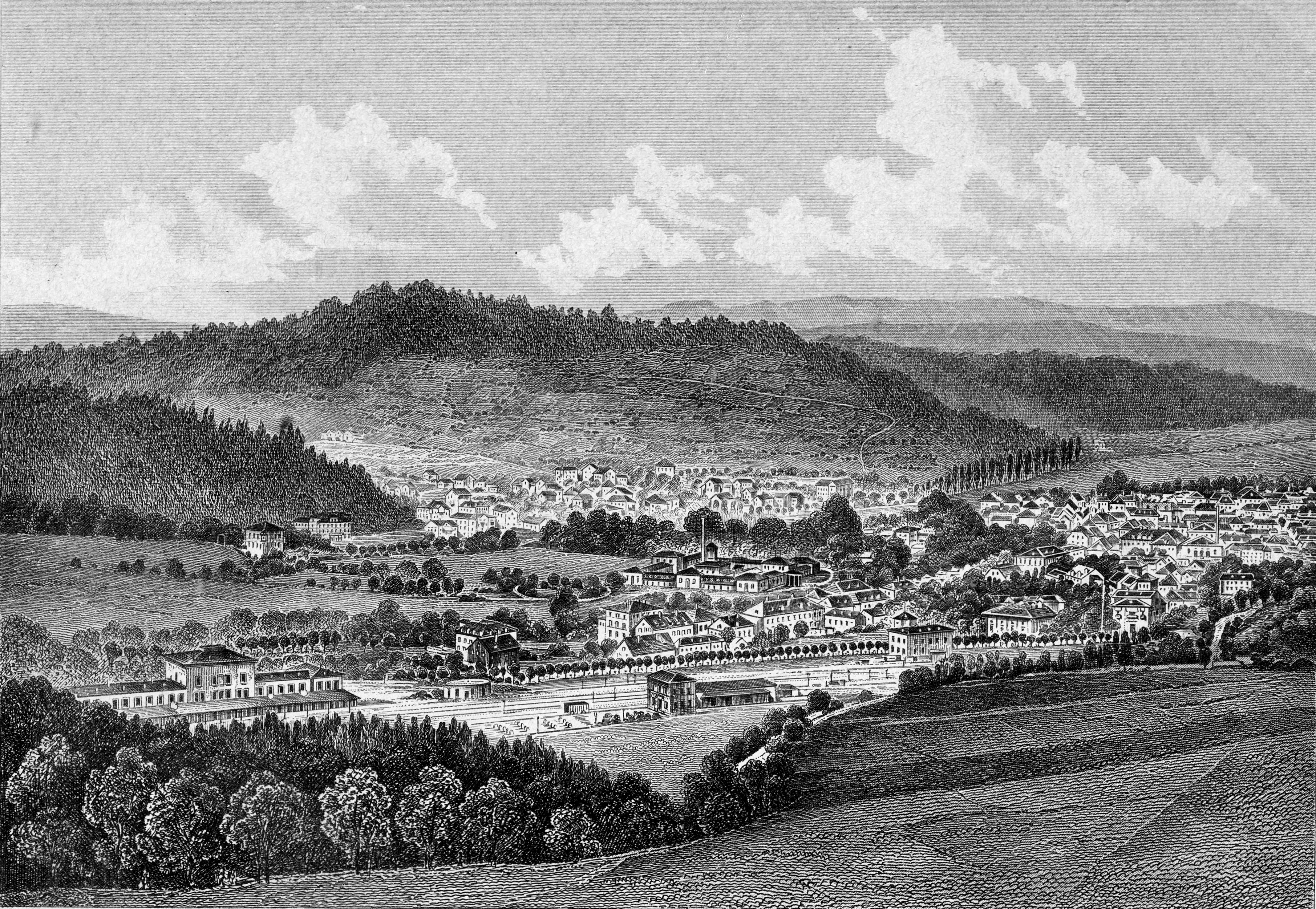
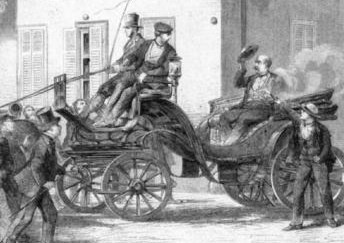
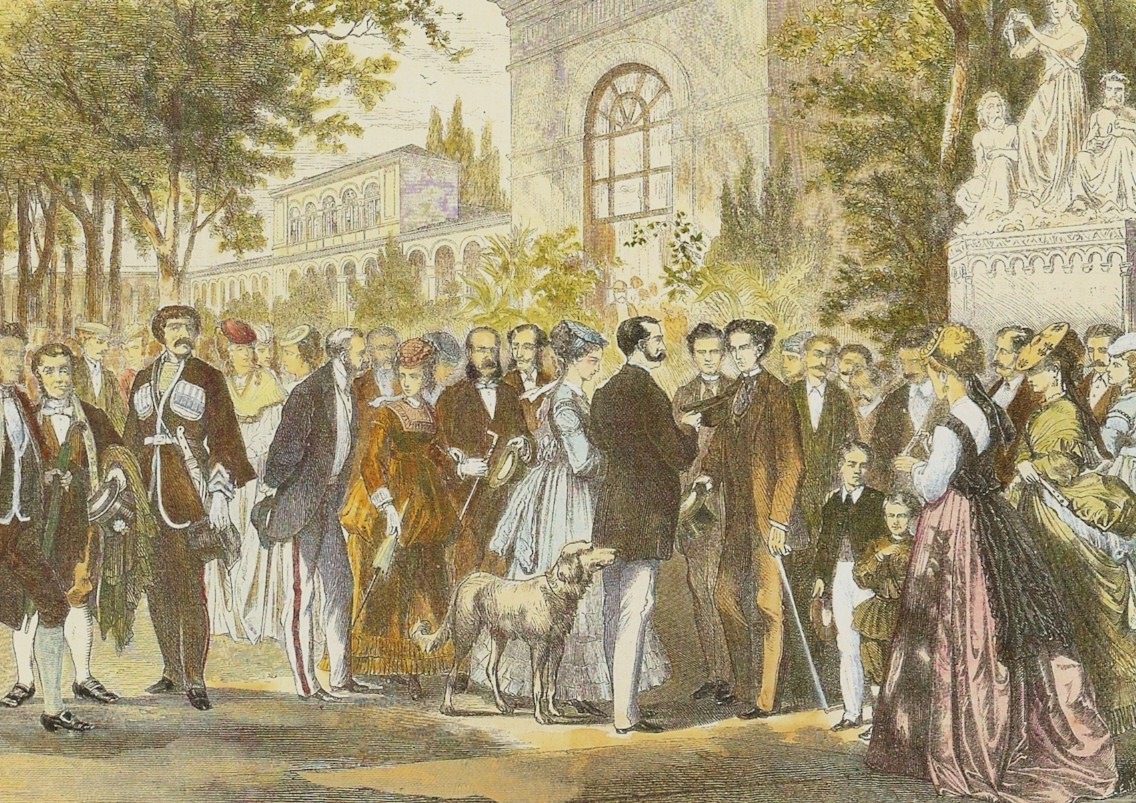
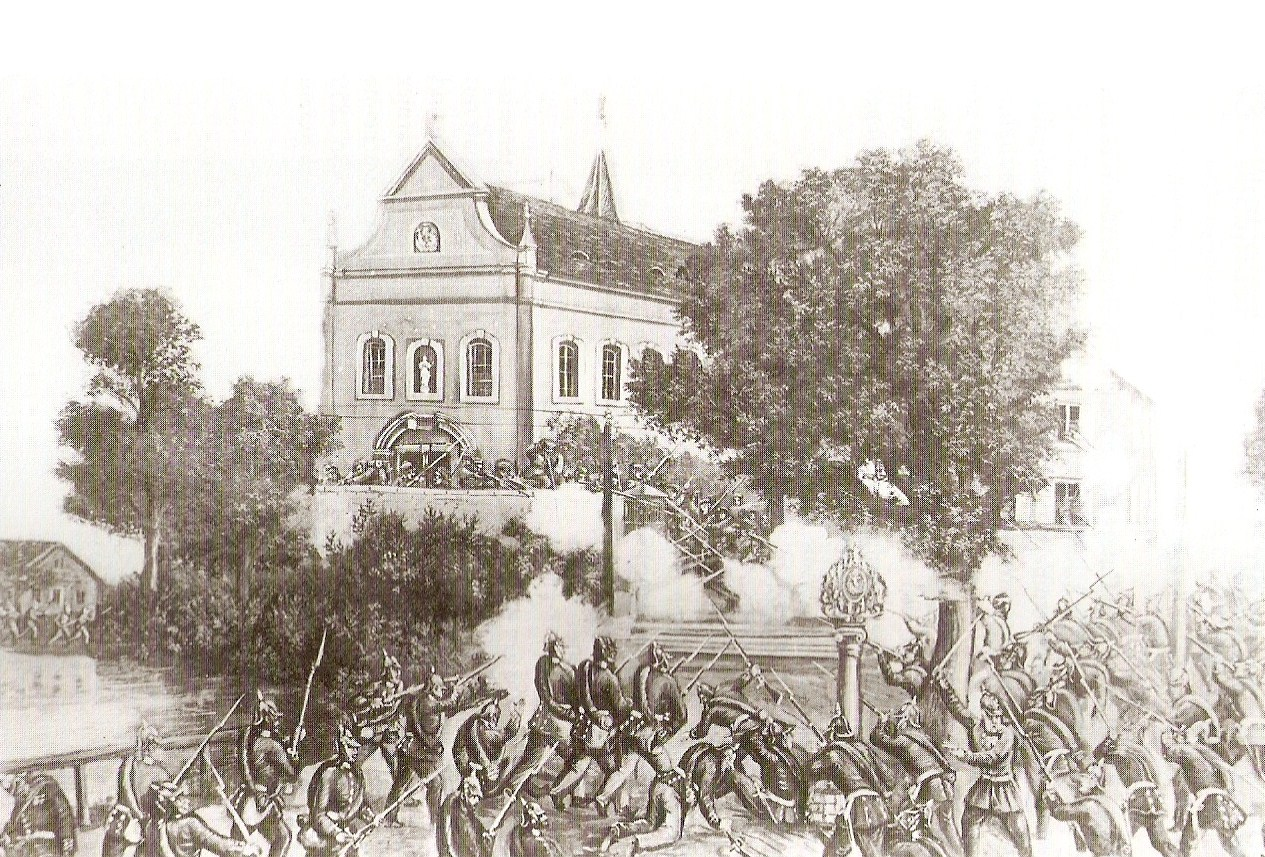
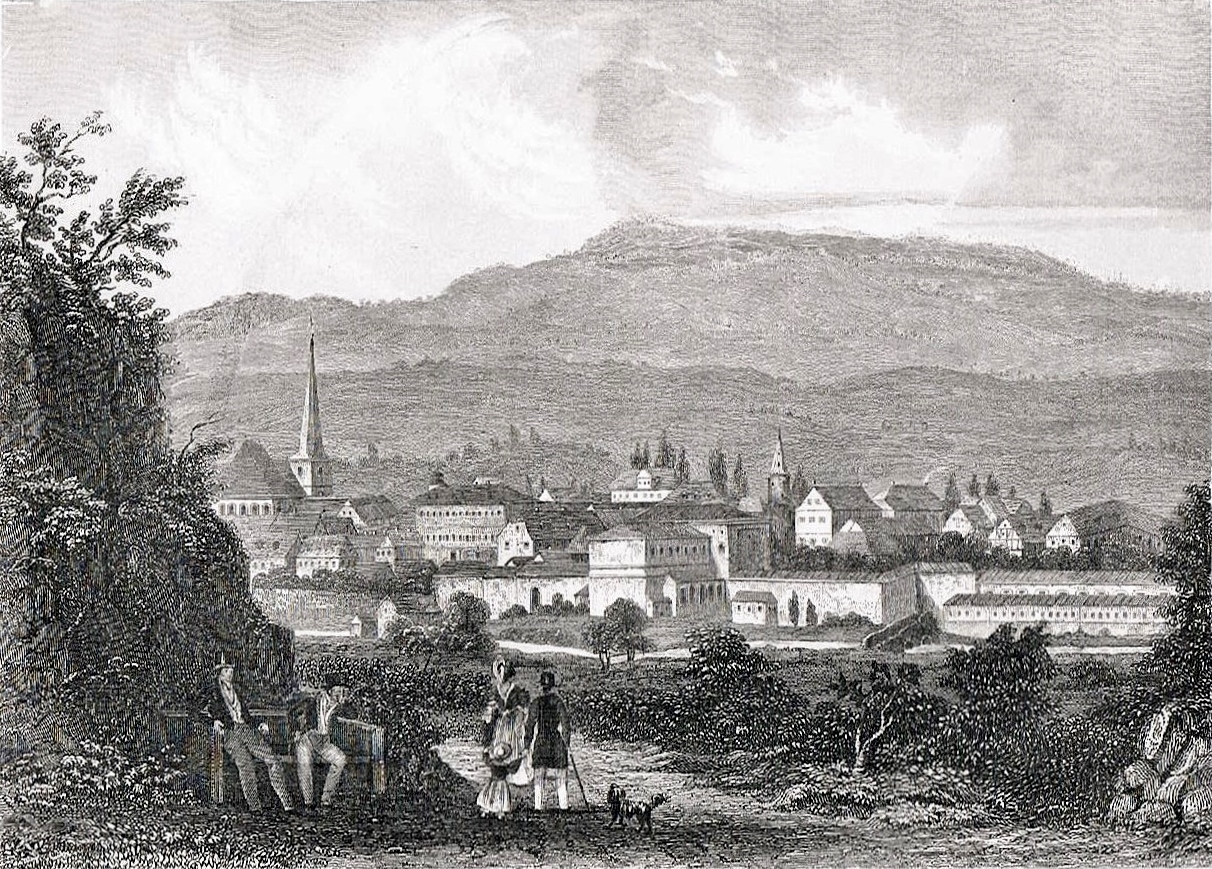

## أعلام
- أوسكار بانيتسا
- سيسيلي من مكلنبورغ-شفيرين
- أ. دبليو. بايبر
- ماكس أونغر
- جيف بيكر
- جاك شتاينبرجر
- جويل براند
- يوليوس فايتسكر
- فريدريش أوقست فون باولي
- غونتر نوريس